# Voyager (Mike Oldfield)
Voyager è un album in studio di Mike Oldfield pubblicato nel 1996 da WEA in formato LP, CD, MC.

## Il disco
Voyager è caratterizzato da atmosfere celtiche e New Age. Infatti l'album fu prodotto da Rob Dickins che all'epoca collaborava anche con Enya. Il brano tradizionale Women of Ireland è la rivisitazione di una nota breve composizione di Seán Ó Riada (la quale è utilizzata nel film Barry Lyndon con gli arrangiamenti dei Chieftains), e contiene anche una citazione della "Sarabanda" di Händel, brano anch'esso inserito nel film di Kubrick. È stato utilizzato inoltre come colonna sonora per uno spot andato in onda nel 2000 della Birra Peroni.
L'album è l'ultimo realizzato da Oldfield per Warner Music, il primo fu Tubular Bells II.
La musica di questo album è orientata verso la musica celtica; sono infatti molti i brani tradizionali rivisitati da Oldfield per questo album. Il disco è stato inizialmente registrato utilizzando solamente strumenti acustici, in seguito Oldfield aggiunse sintetizzatori, drum machine e altri strumenti elettronici.
The Hero è un pezzo scozzese originariamente scritto da James Scott Skinner nel 1903 con il titolo di Hector the Hero. Women of Ireland, e She Moves Through the Fair sono canzoni tradizionali irlandesi. Dark Island è una canzone scozzese, la musica originale è stata scritta da Iain Maclachlan nel 1958 e le parole sono state scritte da David Silver nel 1962. Flowers of the Forest è una canzone tradizionale scozzese, una ballata che narra la battaglia di Flodden Field del 1513. The Song of the Sun è stata composta dal musicista galiziano Bieito Romero.
Celtic Rain, The Voyager, Wild Goose Flaps Its Wings e Mont St. Michel sono gli unici brani dell'album scritti interamente da Oldfield.
Il primo singolo estratto fu The Voyager, seguito da The Song of the Sun, pubblicati entrambi nel 1996 rispettivamente in Germania e in Spagna. Nel 1997 esce come singolo anche Women of Ireland.

## Tracce
1. The Song of the Sun - 4:33 - (Bieito Romero)
2. Celtic Rain - 4:41 - (Mike Oldfield)
3. The Hero - 5:04 - (brano tradizionale)
4. Women of Ireland - 6:30 - (brano tradizionale)
5. The Voyager - 4:26 - (Mike Oldfield)
6. She Moves Through The Fair - 4:07 - (brano tradizionale)
7. Dark Island - 5:44 - (brano tradizionale scozzese)
8. Wild Goose Flaps Its Wings - 5:05 - (Mike Oldfield)
9. Flowers of the Forest - 6:03 - (brano tradizionale)
10. Mont St. Michel - 12:19 - (Mike Oldfield)

## Musicisti
- Mike Oldfield
- Maire Breatnach – violino
- London Voices – cori
- Noel Eccles – percussioni
- Liam O'Flynn – Uillean pipes, Highland Pipers
- Sean Keane – violino
- London Symphony Orchestra
- Matt Molloy – flauti, Tin Whistles
- John Myers – Tin Whistle/Fiddle
- David Spillane – Uillean Pipes/Low whistle
- Robin Smith – arrangiamenti in Mont St. Michel

## Citazioni e omaggi
- Celtic Rain è stata campionata nel 2008 da Snoop Dogg, nella canzone Why Did You Leave Me? dell'album Ego Trippin'.